# Kontrakt forward
Forward – transakcja pochodna polegająca na kupnie lub sprzedaży instrumentu bazowego w z góry określonym terminie realizacji i za z góry określoną cenę wykonania. Cena, po której zostanie dokonana transakcja, termin wykonania transakcji oraz wielkość transakcji zostają ustalone w dniu jej zawarcia. Faktyczna dostawa zasobów musi nastąpić w ściśle określonym terminie w przyszłości. W przypadku niektórych kontraktów typu forward, po upływie terminu umowy, strony mogą nie wymieniać instrumentu bazowego pomiędzy sobą, a tylko zapłacić różnicę pomiędzy ceną wykonania uzgodnioną w kontrakcie a ceną obowiązującą w dniu wygaśnięcia umowy na rynku.

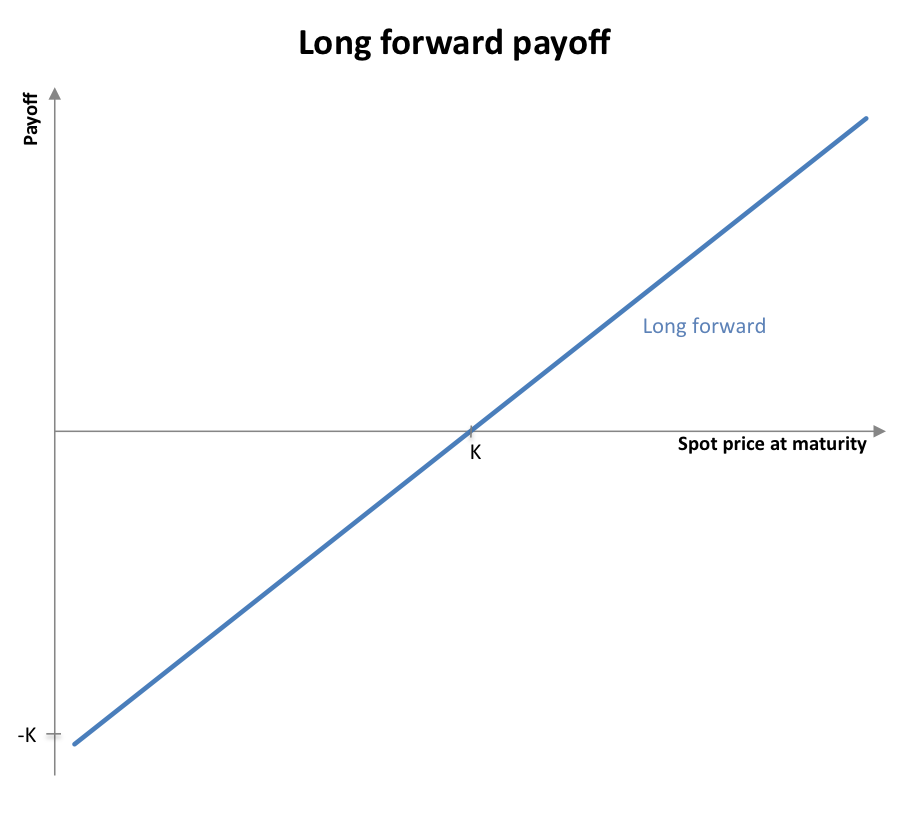
Profil zysku dla kupującego kontrakt forward (pozycja długa)

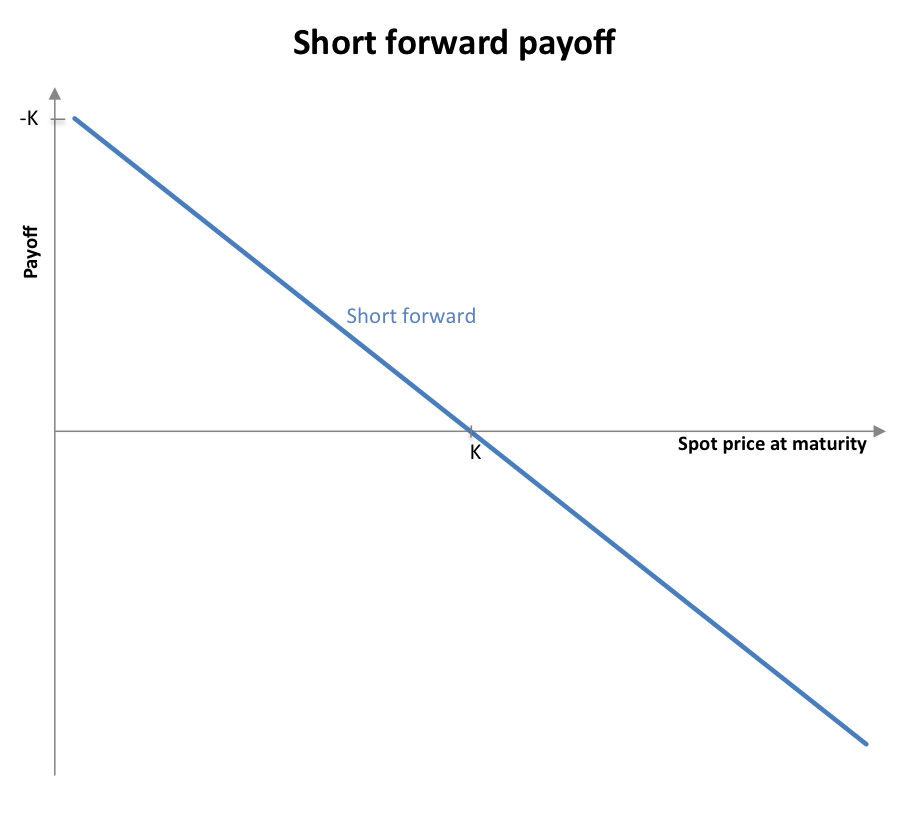
Profil zysku dla sprzedającego kontrakt forward (pozycja krótka)

Transakcje typu forward są pokrewne do transakcji futures. Główną różnicą jest brak standaryzacji transakcji forward i to, że są one zawierane na rynkach nieregulowanych, co zwiększa związane z nimi ryzyko niewywiązania się z umowy przez jedną ze stron transakcji.

## Właściwości kontraktu forward
Forward to produkt typu „tailor-made” (uszyty na miarę) – każda umowa jest tworzona dla indywidualnego klienta, dlatego negocjowane są następujące warunki (dotyczy kontraktu):
- instrument bazowy,
- data i godzina wygaśnięcia kontraktu,
- cena wykonania kontraktu,
- sposób ustalenia ceny w momencie wygaśnięcia kontraktu,
- informacja, czy kontrakt ma być rozliczony gotówkowo, czy też poprzez faktyczną dostawę instrumentu bazowego.

W chwili wystawiania kontraktu wartość teraźniejsza netto rynkowego kontraktu forward jest równa zeru. Kontrakty są zawierane dlatego, że jedna strona transakcji np. kupujący oczekuje, że cena za określony czas będzie różniła się od ceny wykonania transakcji.
Zysk lub strata nabywcy kontraktu forward wynosi:
{\displaystyle {\frac {zysk}{strata}}=\left({\text{cena natychmiastowa}}-{\text{cena wykonania}}\right)\cdot {\text{liczba zakontraktowanych jednostek}}.}
Zysk lub strata sprzedawcy kontraktu forward wynosi:
{\displaystyle {\frac {zysk}{strata}}=\left({\text{cena wykonania}}-{\text{cena natychmiastowa}}\right)\cdot {\text{liczba zakontraktowanych jednostek}}.}

## Przykład kontraktów forward
- Forward walutowy, w którym strony transakcji ustaliły, że jedna z nich w określonym dniu zapłaci X EUR za Y USD.
- Procentowy, czyli FRA, w którym strony transakcji ustaliły, że jedna z nich w określonym dniu zapłaci kupon o stałym oprocentowaniu od uzgodnionej wartości, w zamian za kupon o zmiennym oprocentowaniu.
- Cenowy, w którym strony transakcji ustaliły, że jedna z nich w określonym dniu zapłaci X USD za Y ton miedzi.